# 吉田俊秀
吉田 俊秀（よしだ としひで、1920年6月1日- 1986年7月7日）は、日本の遺伝学者・哺乳類学者。

## 人物
元国立遺伝学研究所細胞遺伝部長、東京医科大学客員教授。北海道大学理学部動物学科卒業、北大では牧野佐二郎教授の弟子。1954年、北海道大学より「ネズミ腫瘍の細胞学的、組織学的研究」で理学博士を取得。1986年7月7日午後零時55分、肝不全のため、東京都新宿区西新宿の東京医大病院で死去、66歳。1964年日本遺伝学会賞受賞。

## 著書
- 国立情報学研究所収録著書 国立情報学研究所
- Yosida, Tosihide H. (1980), Cytogenetics of the black rat : karyotype evolution and species differentiation, University of Tokyo Press , University Park Press 1980, ISBN 0839141319

## 論文
- 国立情報学研究所収録論文 国立情報学研究所
- Moriwaki, K.; Tsuchiya, K.; 吉田俊秀 (1969), “Genetic polymorphism in the serum transferrin of Rattus rattus.”, Genetics, 63 (1), pp. 193-199

- Moriwaki, K.; Tsuchiya, K.; Yosida, T.H. (1973), “Breeding and genetics of black rat, Rattus rattus.”, Experimental animals, 22 Suppl (0), pp. 211-220

## 関連人物
- 米川博通
- 土屋公幸
- 鈴木仁 (生物学者)